# Seseli kurdistanicum
Seseli kurdistanicum — вид квіткових рослин з родини окружкових (Apiaceae).
Новий вид, Seseli kurdistanicum, описаний у провінції Ван, східна Туреччина. Молекулярно-філогенетичний аналіз визнав новий вид як тісно пов’язаний з Seseli leptocladum із західної Вірменії.
Морфологічно ці два види також близькі. Однак S. kurdistanicum відрізняється від S. leptocladum довжиною черешка (відсутній або дуже короткий близько 0.5 см проти 3–5 см), формою прикореневих листків (яйцеподібні проти довгастих), діаметром зонтикоподібної (до 11 см з висхідними променями проти 2–3 см із прямовисними променями), кількість променів (4–10, зазвичай 6–7 проти 1–6, зазвичай 2–4) і довжина променя (до 7 см, зазвичай 3–5 проти до 3 см).